# Подполковник (полиция)
Подполковник полиции — специальное звание (ранее — воинское звание) в органах внутренних дел России и полиции других государств мира.
В полиции России (до 1 марта 2011 года «подполковник милиции» — в милиции) и органах наркоконтроля (с 2003 года по 2016 год).

## История
Вопреки распространенному заблуждению, до революции звание подполковник в российской полиции отсутствовало, подполковники имелись только в Отдельном корпусе жандармов. В органах НКВД СССР специальное звание подполковник милиции было введено приказом № 103, от 11 февраля 1943 года вместо ранее использовавшегося звания капитан милиции, равного армейскому подполковнику. Приказом Министерства охраны общественного порядка РСФСР № 365 от 11.05.1965 года помимо специального звания подполковник милиции было введено специальное звание подполковник юстиции. С созданием органов налоговой полиции в 1993 году были введено также специальное звание подполковник налоговой полиции, а с 2003 года начальствующему составу вновь созданной федеральной службы России по контролю за оборотом наркотиков присваивается специальное звание «подполковник полиции». На настоящее время подполковник полиции — наивысшее специальное звание старшего начальствующего состава во многих ведомствах, которое может быть присвоено имеющими на то право руководителями региональных управлений помимо приказа непосредственно главы ведомства (в налоговой полиции и наркоконтроле спецзвания начиная с майора полиции присваиваются директором службы).

## Знаки различия
Знаки различия подполковника полиции в разных государствах:

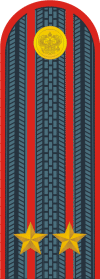
Россия (ранее)
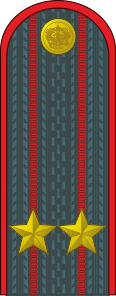
Россия
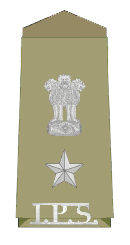
Индия
Бангладеш
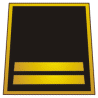
Италия
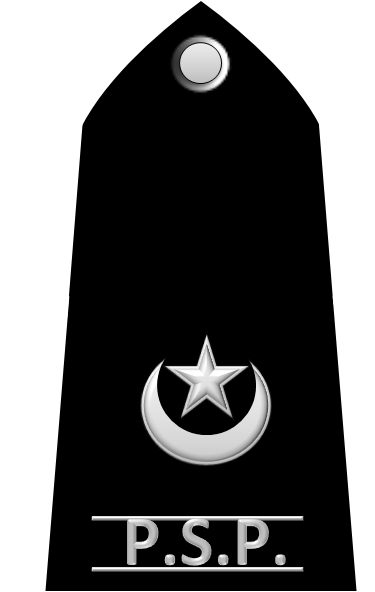
Пакистан
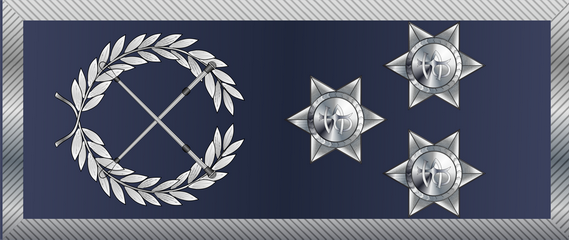
Португалия
Сингапур
Швеция
Англия
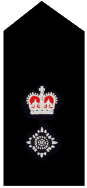
Австралия
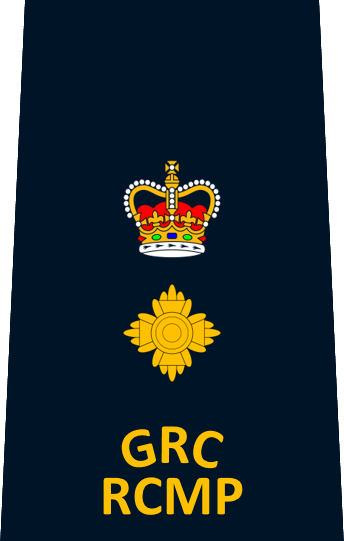
Канада
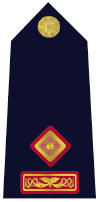
Ирландия
Турция
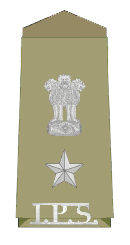
Индия